# Memoriał Bronisława Idzikowskiego i Marka Czernego 1995
Memoriał im. Bronisława Idzikowskiego i Marka Czernego 1995 – 28. edycja turnieju w celu uczczenia pamięci polskiego żużlowca Bronisława Idzikowskiego i Marka Czernego, który odbył się dnia 9 września 1995 roku. Turniej wygrał Jan Stæchmann.

## Wyniki
- Częstochowa, 9 września 1995
- NCD: Jan Stæchmann - 69,97 w wyścigu 4
- Sędzia: Jan Banasiak

| Msc. | Zawodnik                | Klub         | Pkt  |             |  |
| ---- | ----------------------- | ------------ | ---- | ----------- |  |
| 1    | (14) Jan Stæchmann      | Dania        | 13   | (3,3,3,2,2) |  |
| 2    | (6) Piotr Świst         | Gorzów Wlkp. | 12   | (1,2,3,3,3) |  |
| 3    | (5) Rafał Osumek        | Częstochowa  | 11+3 | (2,0,3,3,3) |  |
| 4    | (1) Sebastian Ułamek    | Częstochowa  | 11+2 | (2,3,1,3,2) |  |
| 5    | (2) Jacek Rempała       | Tarnów       | 11+1 | (3,2,0,3,3) |  |
| 6    | (12) Andrzej Huszcza    | Zielona Góra | 10   | (3,3,1,1,2) |  |
| 7    | (10) Janusz Stachyra    | Częstochowa  | 8    | (2,1,0,2,3) |  |
| 8    | (13) Sławomir Dudek     | Zielona Góra | 8    | (2,2,2,2,0) |  |
| 9    | (9) Robert Przygódzki   | Opole        | 7    | (1,2,1,1,2) |  |
| 10   | (16) Eugeniusz Skupień  | Bydgoszcz    | 6    | (1,2,2,1,0) |  |
| 11   | (3) Mirosław Cierniak   | Tarnów       | 6    | (1,2,2,0,1) |  |
| 12   | (15) Piotr Protasiewicz | Wrocław      | 5    | (t,3,0,2,u) |  |
| 13   | (8) Jarosław Olszewski  | Gdańsk       | 4    | (3,0,0,0,1) |  |
| 14   | (7) Marek Hućko         | Gorzów Wlkp. | 4    | (0,0,3,0,1) |  |
| 15   | (11) Grzegorz Rempała   | Tarnów       | 3    | (u,1,0,1,1) |  |
| 16   | (4) Antoni Skupień      | Częstochowa  | 2    | (0,1,1,0,0) |  |
|      | rez. Piotr Ułamek       | Częstochowa  |      | (0)         |  |

Bieg po biegu
1. [70,07] J.Rempała, S.Ułamek, Cierniak, Skupień
2. [70,98] Olszewski, Osumek, Świst, Hućko
3. [70,72] Huszcza, Stachyra, Przygódzki, G.Rempała
4. [69,97] Stæchmann, Dudek, Skupień, P.Ułamek P.Ułamek za Protasiewicza
5. [70,23] S.Ułamek, Przygódzki, Dudek, Osumek
6. [70,53] Stæchmann, Świst, Stachyra, J.Rempała
7. [70,53] Protasiewicz, Cierniak, G.Rempała, Hućko
8. [71,45] Huszcza, Skupień, Skupień, Olszewski
9. [70,62] Świst, Skupień, S.Ułamek, G.Rempała
10. [70,63] Osumek, Huszcza, J.Rempała, Protasiewicz
11. [70,92] Stæchmann, Cierniak, Przygódzki, Olszewski
12. [71,48] Hućko, Dudek, Skupień, Stachyra
13. [70,52] Ułamek, Stæchmann, Huszcza, Hućko
14. [71,61] J.Rempała, Dudek, G.Rempała, Olszewski
15. [71,13] Osumek, Stachyra, Skupień, Cierniak
16. [70,88] Świst, Protasiewicz, Przygódzki, Skupień
17. [70,64] Stachyra, S.Ułamek, Olszewski, Protasiewicz
18. [71,40] J.Rempała, Przygódzki, Hućko, Skupień
19. [71,42] Świst, Huszcza, Cierniak, Dudek
20. [72,23] Osumek, Stæchmann, G.Rempała, Skupień
21. Wyścig dodatkowy [72,23] Osumek, S.Ułamek, J.Rempała